# Baldanders
Baldanders è un'audiolibro composto da undici racconti di Stefano Benni, letti dallo stesso autore e musicati dal vivo.

## Formazione
- Stefano Benni - voce
- Paolo Damiani - violoncello
- Roberto Dani - batteria
- Paolo Fresu - tromba
- Umberto Petrin - pianoforte
- Gianluigi Trovesi - clarinetto e sax

## Edizioni
- Stefano Benni, Baldanders, Full Color Sound, 2004, ISBN 978-8878460126.